# Walter Jaeger

Walter Jäger (1971)

Walter Jaeger (auch: Walter Jaeger-Stamm; * 21. Juni 1911 in Landquart; † 10. Juli 1987 in Seewis im Prättigau; heimatberechtigt in Peist) war ein Schweizer Politiker (NA).

## Leben
Jaeger studierte Chemie in Zürich und wurde 1937 bei Hans Ritschl und Edgar Salin an der Universität Basel promoviert. Ab 1941 arbeitete er in Unternehmen der Basler Chemischen Industrie, ab 1952 bei der Ciba, zuletzt als Vizedirektor.
In den Dreissigerjahren war Jaeger Mitglied der Nationalen Front. 1971 wurde er überraschend, auf der Listenverbindung von Nationaler Aktion und Republikanern, im Kanton Basel-Stadt in den Nationalrat gewählt, dem er für eine Legislaturperiode angehörte. Seine Ziele waren die Reduktion der Bevölkerungszahl und Wirtschaft der Schweiz sowie das Mitspracherecht des Volkes in den Beziehungen zum Ausland. 1973 setzte er sich als Vizepräsident des Aktionskomitees für die Wahrung des konfessionellen Friedens durch die Staatsschutzartikel gegen die Aufhebung der Jesuitenartikel der Bundesverfassung ein und unterlag in der Volksabstimmung.
Er war Vizepräsident der Nationalen Aktion im Kanton Basel-Stadt, später der nationalen Partei. Jaeger gehörte auch der Schweizerischen Arbeitsgemeinschaft für Bevölkerungsfragen an.
Jaeger war ab 1938 verheiratet.

## Schriften (Auswahl)
- Der Standortsaufbau der Basler Industrie (= Staat und Wirtschaft. H. 7). Kurt Schroeder, Köln 1937 (Dissertation, Universität Basel, 1937).